# Świnice Kaliskie
Świnice Kaliskie – wieś w Polsce położona w województwie łódzkim, w powiecie sieradzkim, w gminie Goszczanów.
W latach 1975–1998 miejscowość administracyjnie należała do województwa sieradzkiego.

## Historia
Dawniej wieś szlachecka. Do 1939 r. należała do Jadwigi i Józefa Jabłkowskich, którzy mieli dwójkę dzieci: Elżbietę i Wojciecha. Dwór istniał do ok. 1960 r. Z założenia dworskiego ocalał spichlerz i ruina kaplicy ariańskiej z okresu baroku. Z dawnego parku jest tylko kilka drzew, wśród nich dąb – pomnik przyrody. Są też ślady po 3 stawach.

## Zabytki
Według rejestru zabytków Narodowego Instytutu Dziedzictwa na listę zabytków wpisany jest obiekt:
- kaplica dworska, XVIII w., nr rej.: 781/A z 29.11.1969